# 존 콜리어
존 말러 콜리어(영어: John Maler Collier, 1850년 1월 27일~1934년 4월 11일)는 영국의 화가이자 작가이다. 콜리어는 라파엘 전파 스타일로 그림을 그렸으며, 당시 가장 유명한 초상화가 중 한 명이었다. 그는 결혼을 두 번 하였는데 배우자는 모두 생물학자 토마스 헨리 헉슬리의 딸들이었다. 그는 이튼 칼리지에서 교육을 받았고, 1875년부터 파리에서 장폴 로랑스와 뮌헨 아카데미에서 회화를 공부했다.

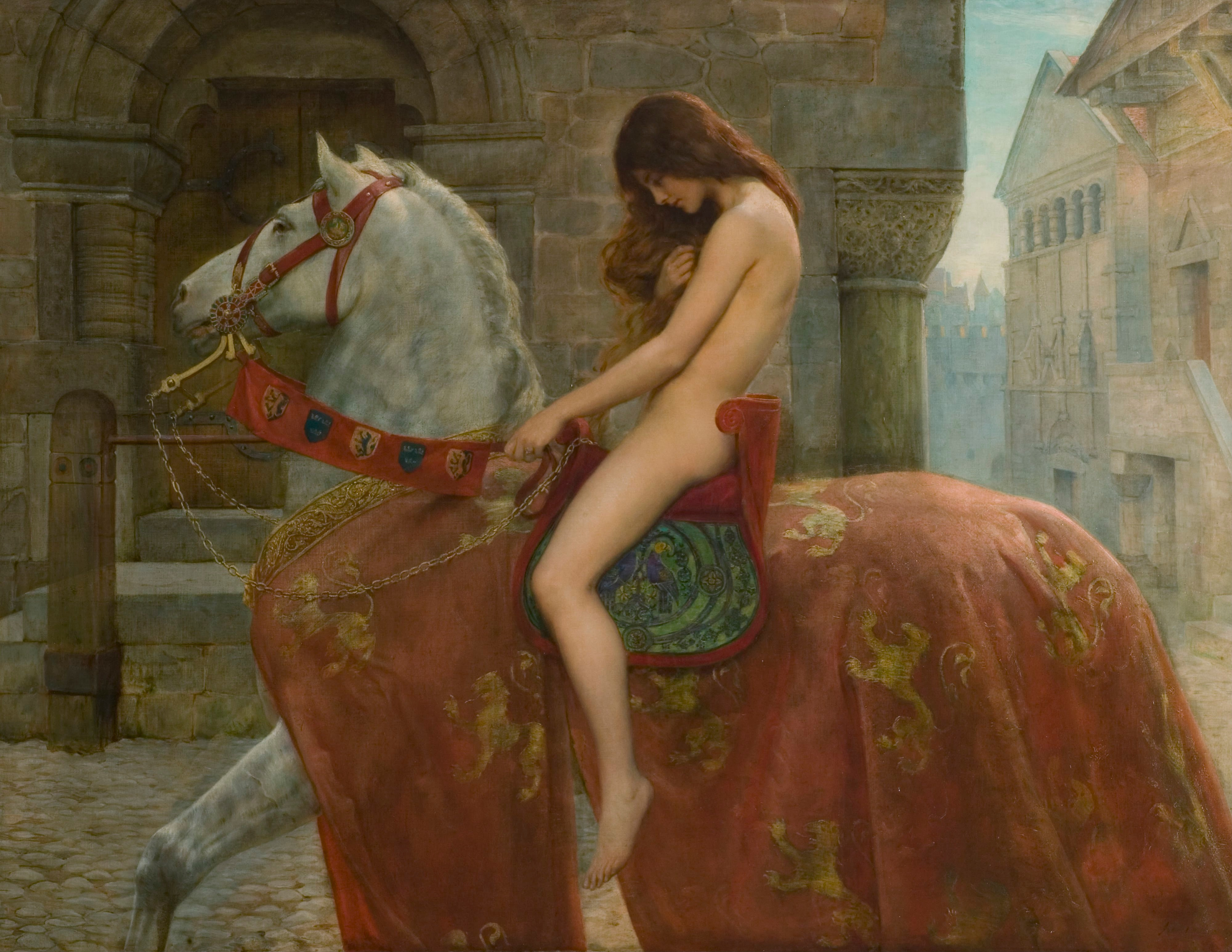
《레이디 고다이바》, 1897년, 허버트 미술관 및 박물관 소장

콜리어의 대표작으로는 1897년 머시아 백작 레프릭의 아내 고다이바 부인을 그린 《레이디 고다이바》가 있다.

## 가족
존 콜리어는 유능하고 성공적인 가문에서 태어났다. 그의 할아버지 존 콜리어는 퀘이커교 상인이었으며, 나중에 국회의원이 되었다. 그의 아버지 로버트 콜리어(국회의원, 법무장관, 그리고 수년간 사법위원회의 상임 판사로 활동하기도 했다.)는 최초의 몽크스웰 남작으로 임명되었다. 콜리어는 영국 왕립 예술가 협회와 신예술가 협회의 회원이었다. 로버트 콜리어는 아들 존 콜리어와 존의 아내 매리언(Marion)이 사용할 수 있도록 Chelsea Embankment 7번지에 있는 그의 집에 화실을 갖고 있었다. 존 콜리어의 형인 제2대 몽크스웰 남작 로버트 콜리어는 전쟁부 차관이자 런던 자치 의회 의장이었다.

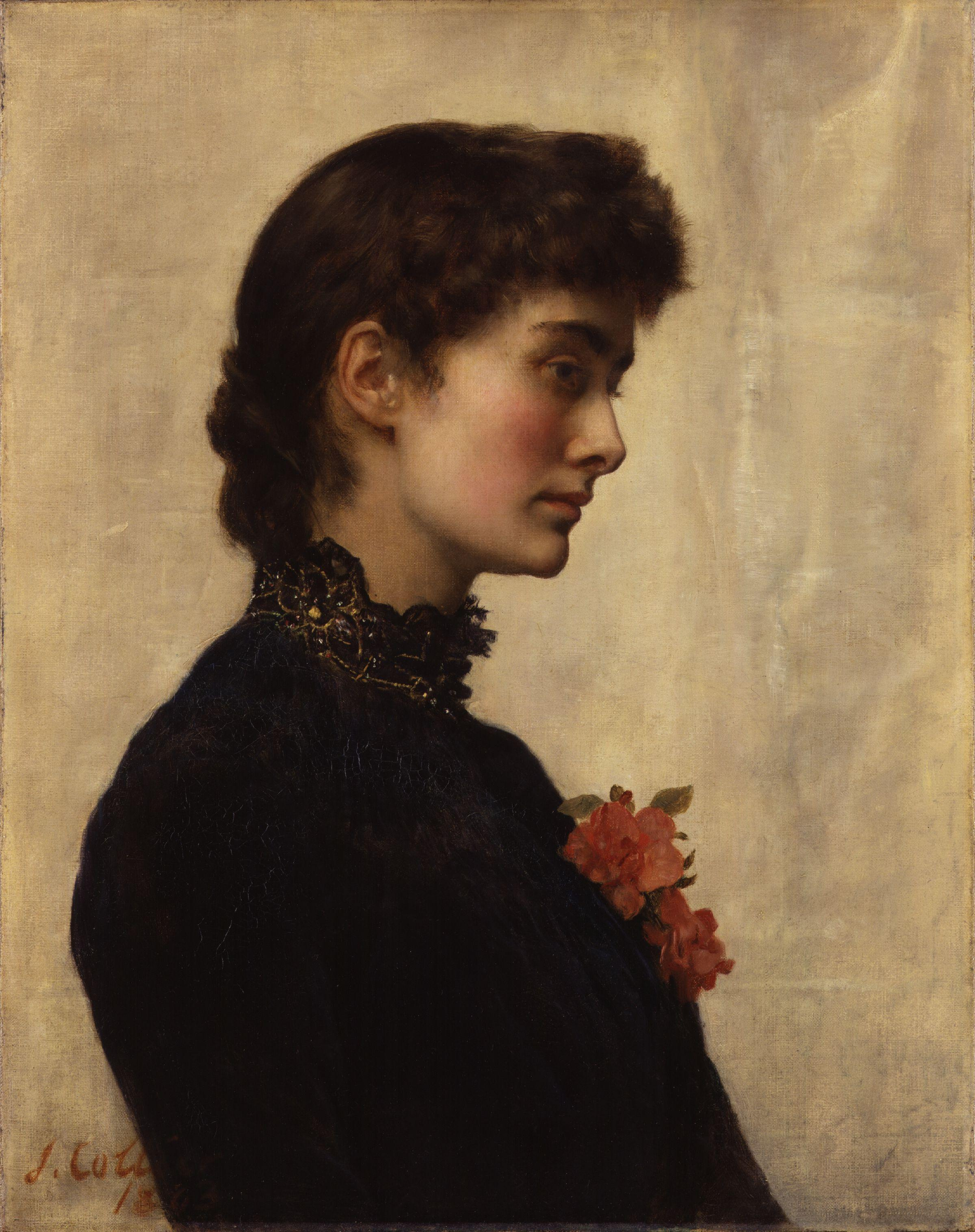
존 콜리어가 그린 그의 첫 번째 아내 매리언 헉슬리의 초상화, 1883년, 국립 초상화 미술관

적절한 때에 콜리어는 1883년부터 1885년까지 왕립학회 회장을 지낸 토마스 헨리 헉슬리 추밀원 가족의 일원이 되었다. 콜리어는 헉슬리의 딸 두 명과 결혼하였으며, 토마스 헨리 헉슬리의 아들인 작가 레너드 헉슬리와 친밀한 관계를 유지했다. 1879년 6월 30일 콜리어는 그의 첫 번째 아내인 매리언 헉슬리(매디)와 결혼했으며, 매리언은 남편처럼 슬레이드 미술학교를 졸업하고 왕립예술원 등 다양한 곳에서 작품을 전시한 화가였다. 1881년에 부부는 친구인 화가 안나 레아 메릿과 함께 첼시의 타이트 스트리트(Tite Street)에 있는 특수 목적 스튜디오 하우스에 정착했다. 외동딸 조이스(Joyce)가 태어난 후 매리언은 심각한 산후우울증을 앓았고 치료를 위해 파리로 이송되었지만 폐렴에 걸려 1887년 사망했다. 조이스는 미니어처 초상화가가 되었고, 영국 왕립 미니어처 화가 협회의 회원이 되었다.
1889년에 콜리어는 매디의 여동생 에설 헉슬리와 결혼했다. 1907년 사망한 아내의 자매와 결혼할 수 있는 법이 제정 되기 전까지 영국에서는 이러한 결혼이 불가능했기 때문에 결혼식은 노르웨이에서 치러졌다. 두 번째 아내와의 사이에서는 딸과 아들을 두었는데, 아들인 로런스 콜리어 경은 1941년부터 1951년까지 노르웨이 주재 영국 대사를 지냈다.

## 초상화
콜리어는 다양한 인물의 초상화를 그렸다. 그는 1893년에 슈루즈베리 성공회 주교인 러브레이스 스태머(Lovelace Stamer)와 왕립학회 회원(FRS)이었던 존 러벅 경, A.N. 혼비(랭커셔 일레븐 대위), 에드워드 오거스터스 잉글필드(제독이자 북극 탐험가) 등의 초상화를 그렸다.
그는 왕실 초상화가로도 활동했는데, 1901년 트리니티 하우스의 학장으로 임명된 요크 공작(후에 조지 5세)의 초상화를 그렸으며 웨일스 공(후에 에드워드 8세)의 초상화도 그렸다.
또한 1882년 제1대 셀본 백작 룬델 파머와 1897년 제1대 홀스버리 백작 하르딩게 지파르 등 두 명의 법무장관, 1897년 하원 의장 윌리엄 굴리, 1912년 대법원장 알버스톤 경, 1881년 판사 조지 제셀 경 등 고위 법조인들의 초상화를 그렸다.

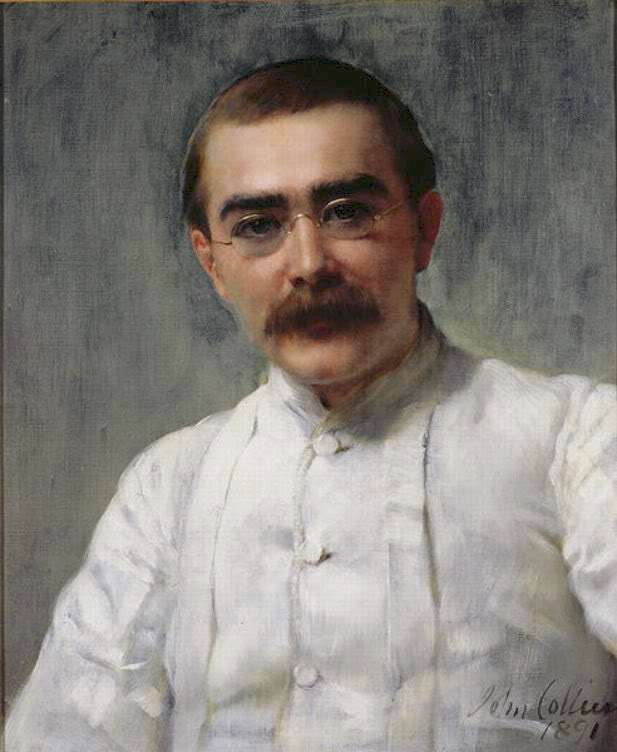
콜리어가 그린 러디어드 키플링의 초상화, 1891년

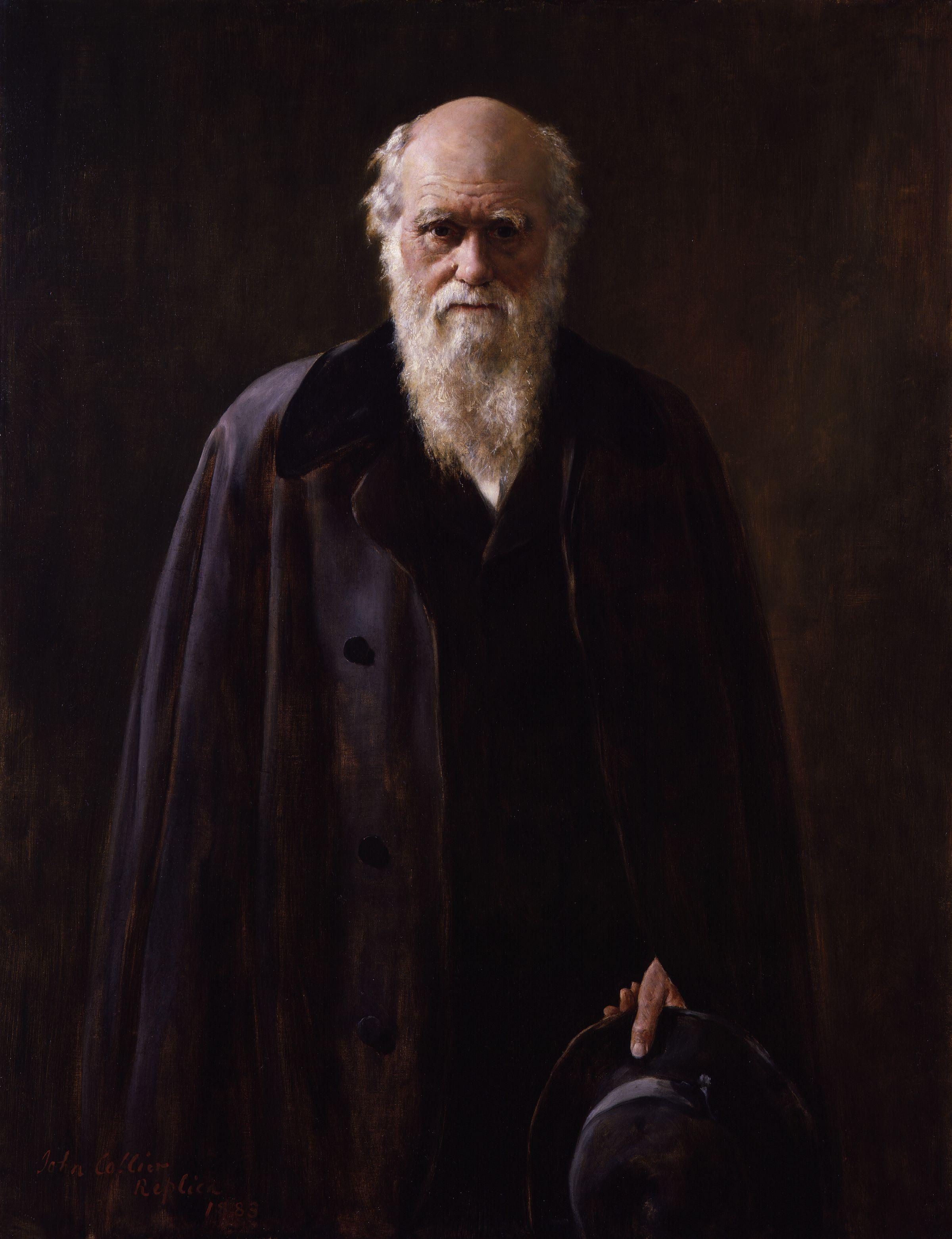
콜리어가 그린 찰스 다윈의 초상화, 1882년

이외에도 소설가 러디어드 키플링(1891년), 화가 로런스 알마타데마 경(1884년), 배우 J.L. 툴(1887년), 매지 켄달, 엘런 테리, 허버트 비어봄 트리(1904년) 등의 초상화를 그렸으며, 베일리얼 칼리지 교장 에드워드 케어드(1904년), 워덤 칼리지 교장 G.E. 톨리(1889년), 이튼 칼리지 교장(1897년) 등 교육 기관 교장들의 초상화도 그렸다. 또한 하르툼의 야전 사령관 키치너 경(1911)과 야전 사령관 프레더릭 헤인스 경(1891) 등의 군인 초상화, 네팔의 마하라자(1910) 등 두 명의 인도의 마하라자 초상화, 그리고 찰스 다윈(1882)과 자신의 장인이기도 한 토머스 헨리 헉슬리(1891), 윌리엄 킹던 클리퍼드, 제임스 프레스콧 줄, 마이클 포스터 경(1907) 등의 과학자 초상화도 제작했다. 콜리어는 첫 번째 결혼 후 반세기 동안 총 32점의 헉슬리가의 초상화를 그린 것으로 알려져 있다.
존 콜리어의 사진 복사물 'Sitters Book'(콜리어의 아들이 소장하고 있던 원본에서 1962년에 제작)은 Heinz Archive and Library와 국립 초상화 미술관에서 볼 수 있다. 'Sitters Book'은 작품의 이름과 날짜, 청구된 수수료 및 해당 그림의 주요 전시회의 세부 정보 등 작가가 직접 작성한 모든 초상화에 대한 기록이다.

## 사후 평가

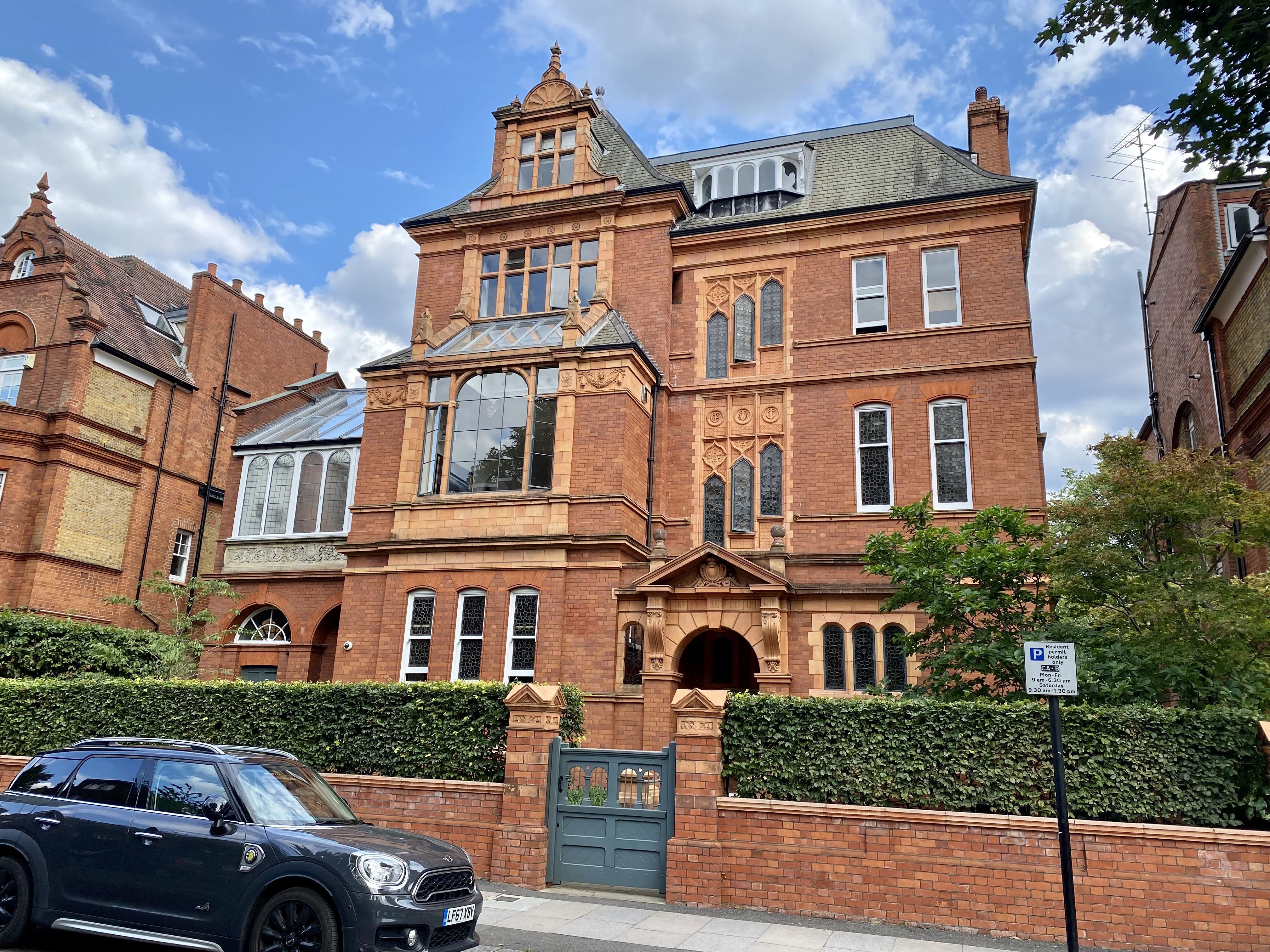
벨사이즈 공원의 이튼가 69번지에 있는 노스 하우스(North House). 1890년에 건축가 프레더릭 S. 월러가 콜리어를 위해 건설했으며 콜리어는 1934년 이 집에서 사망했다.

콜리어는 1934년 84세의 나이로 사망했다. 1949년에 출판된 《영국인명사전》 5차 보충판에 실린 그의 작품에는 그의 작품이 엄숙하다는 이유로 프랭크 홀의 작품과 비교되어 있다. 그러나 그가 그린 그림 중 엄숙한 분위기를 내는 그림은 저명한 노인들의 초상화만 해당되었으며 젊은 남성, 여성, 어린이들의 초상화와 흔히 문제 그림으로 일컬어지는 일상 생활의 장면을 담은 그림 대부분은 매우 밝고 신선한 느낌을 준다.
제프리 애슈턴(Geoffrey Ashton)이 1996년에 쓴 《미술사전》 7권 569쪽에는 콜리어에 대해 언급한 부분이 있는데, 그의 붓놀림이 눈에 띄지 않는다는 점을 "다소 지루하고 밋밋한 페인트 사용"이라고 평하면서도 이는 "분위기와 외관 모두에서 당혹스러울 정도로 믿기지 않는 느낌을 주는 콜리어의 강렬하고 놀라운 색채 감각"이라고 언급했다.
《1920년까지의 영국 초상화가 사전》(1997년)에서는 콜리어의 초상화를 "빛과 색을 새롭게 사용한 회화적 작품"이라고 설명하고 있다.

## 작품

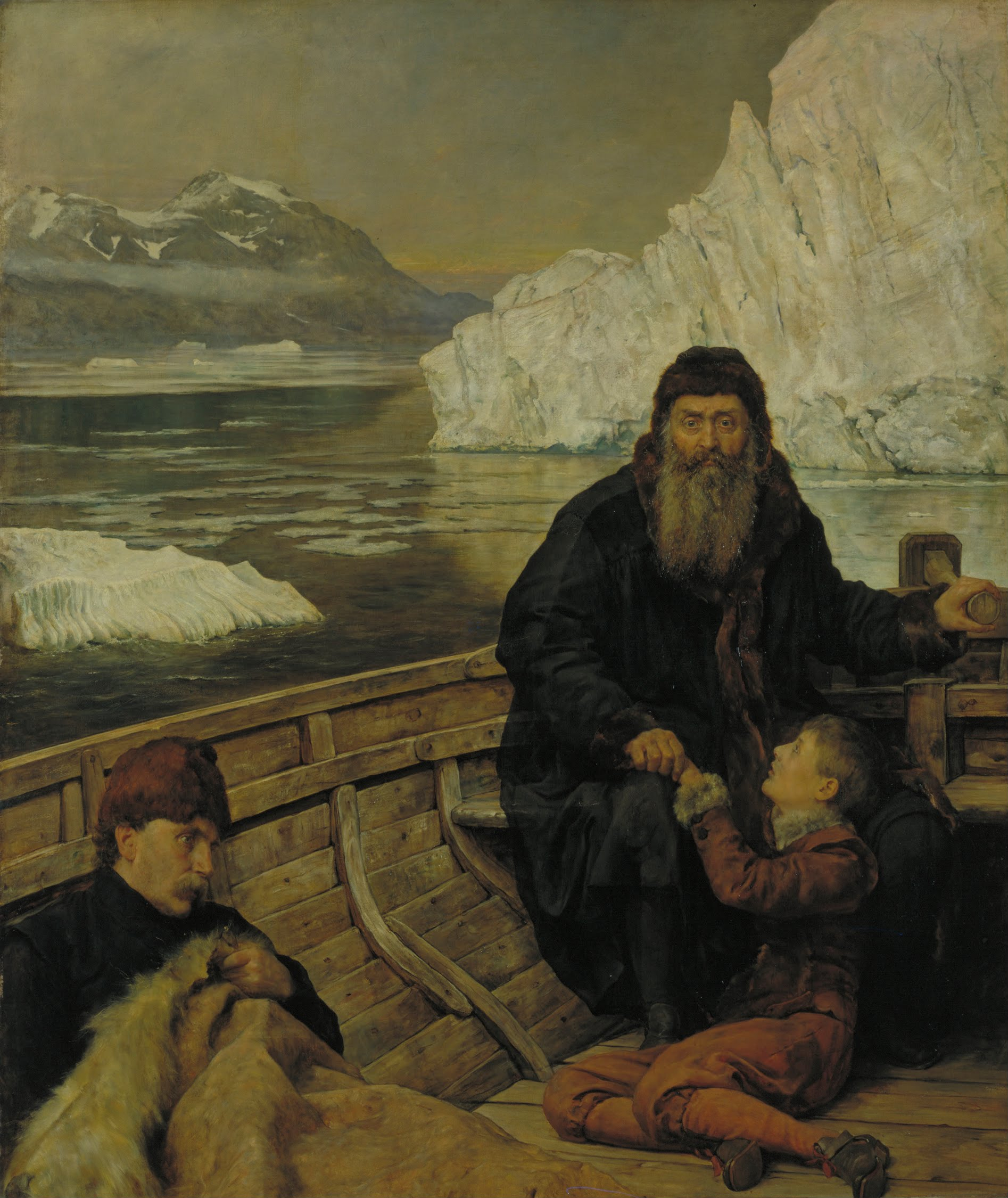
《헨리 허드슨의 마지막 항해》, 1881년, 테이트 브리튼
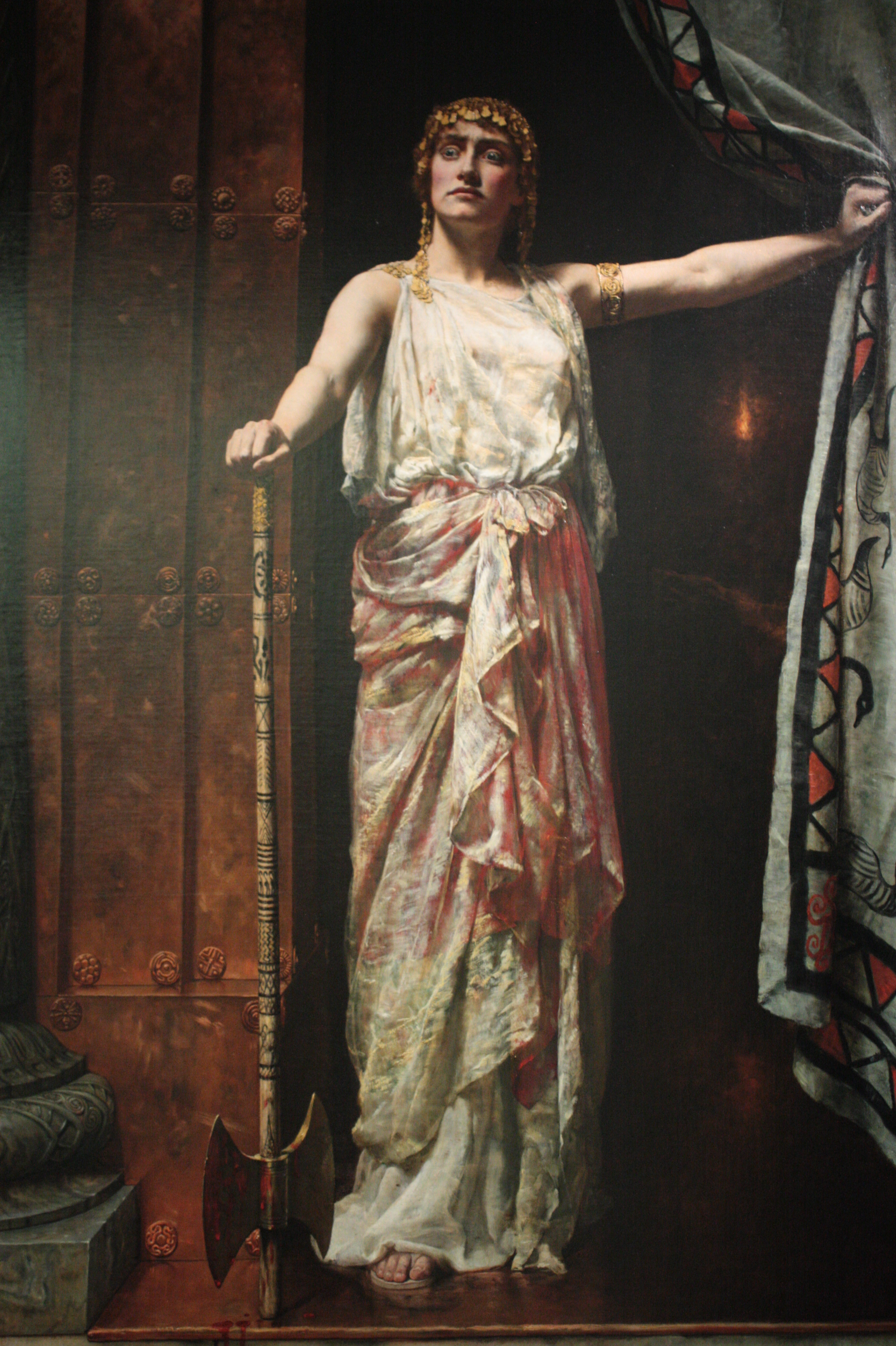
《살인한 후의 클리타임네스트라》, 1882년, 길드홀 아트 갤러리
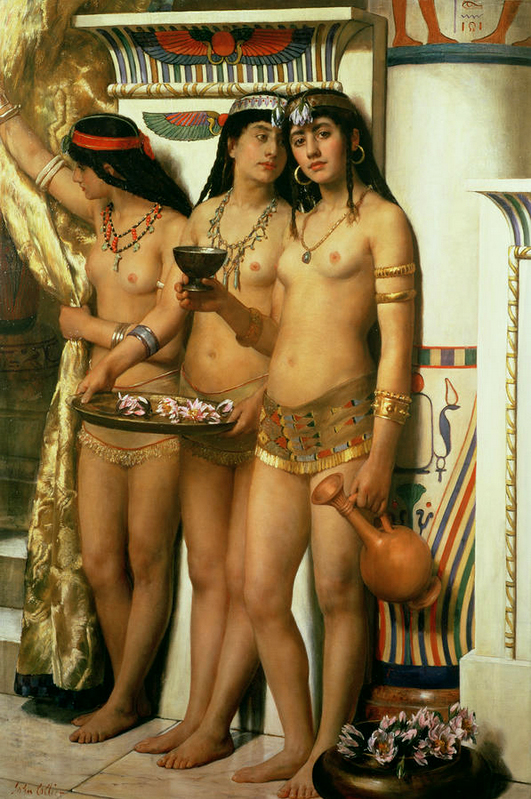
《파라오의 시녀들》, 1883년
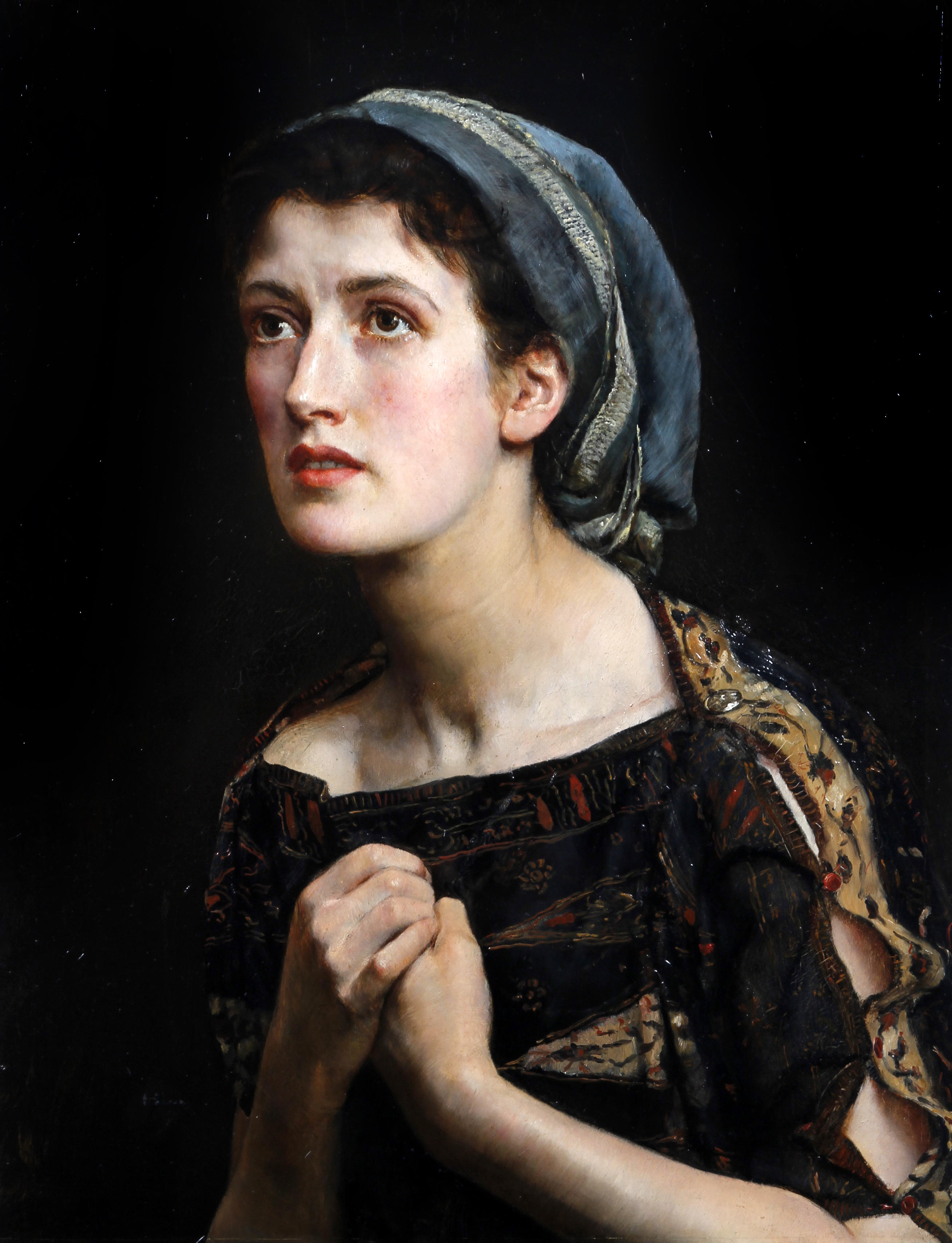
《카산드라》, 1885년
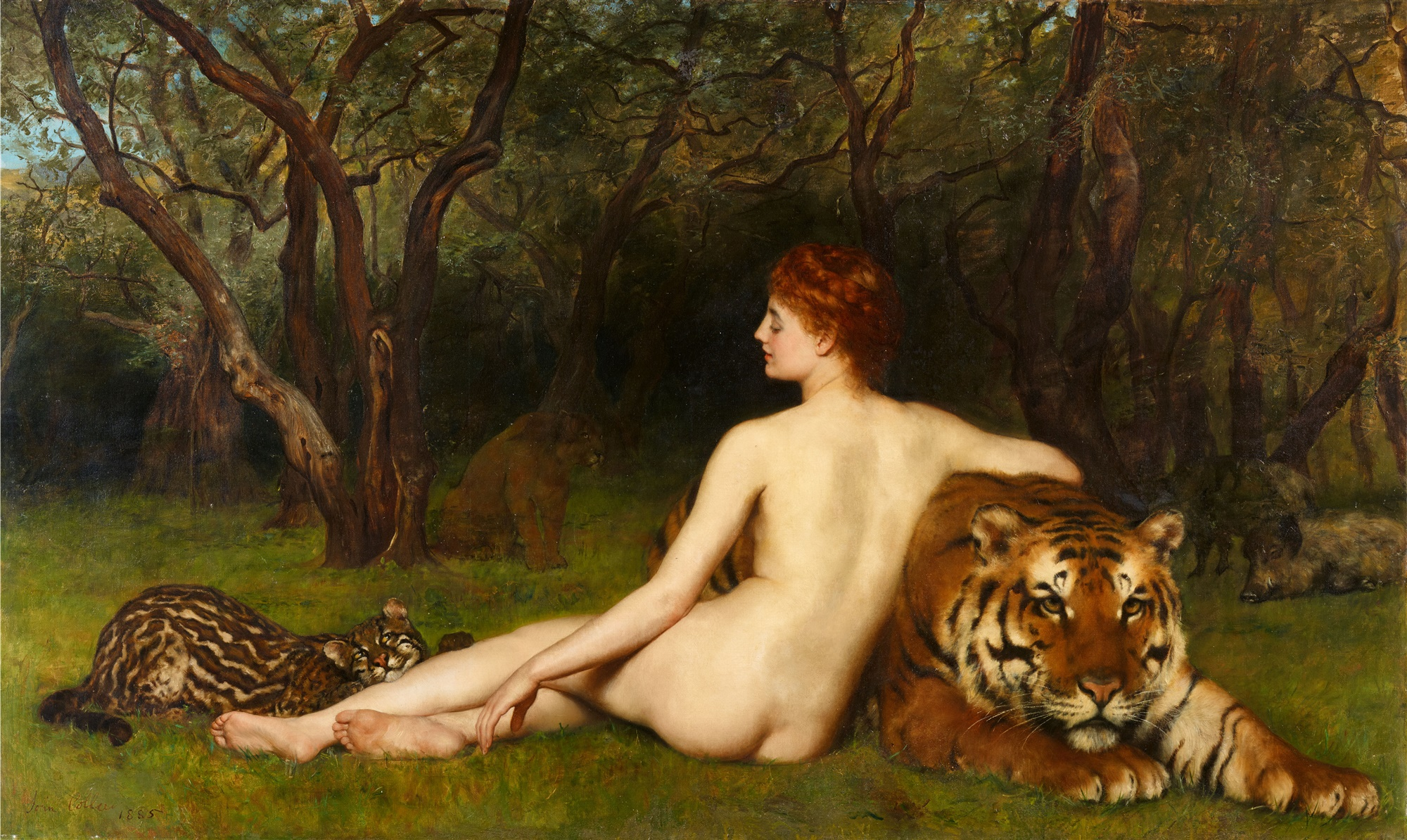
호메로스의 《오디세이아》에 나오는 매혹적인 마법사 《키르케》, 1885년,
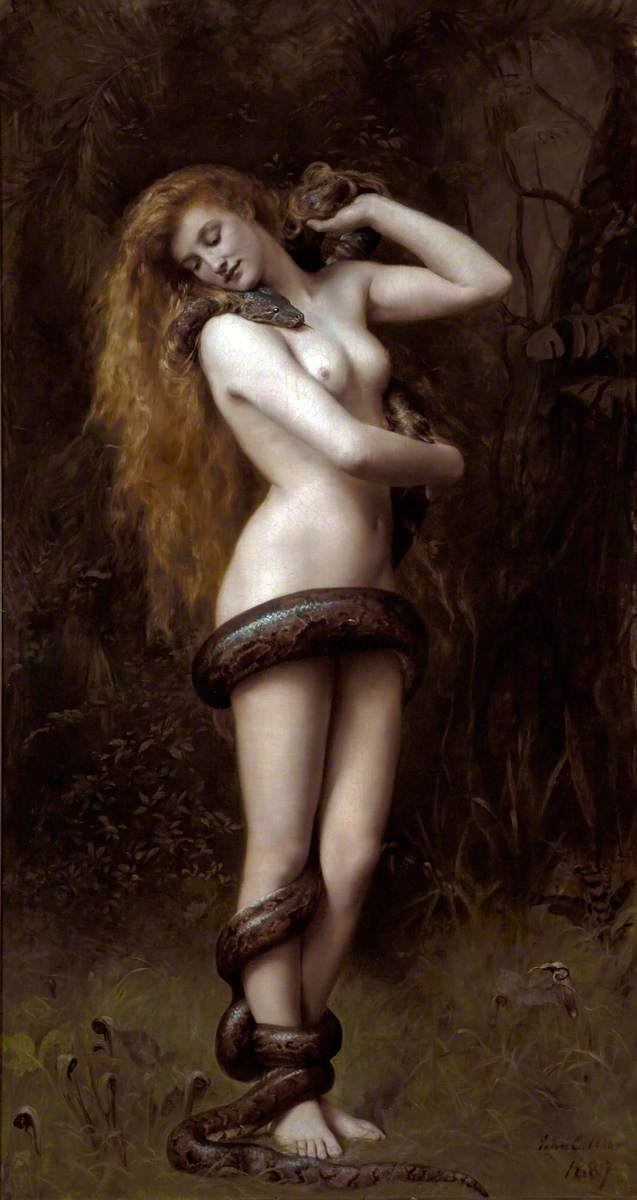
《릴리트》, 1887년, 앳킨슨 미술관
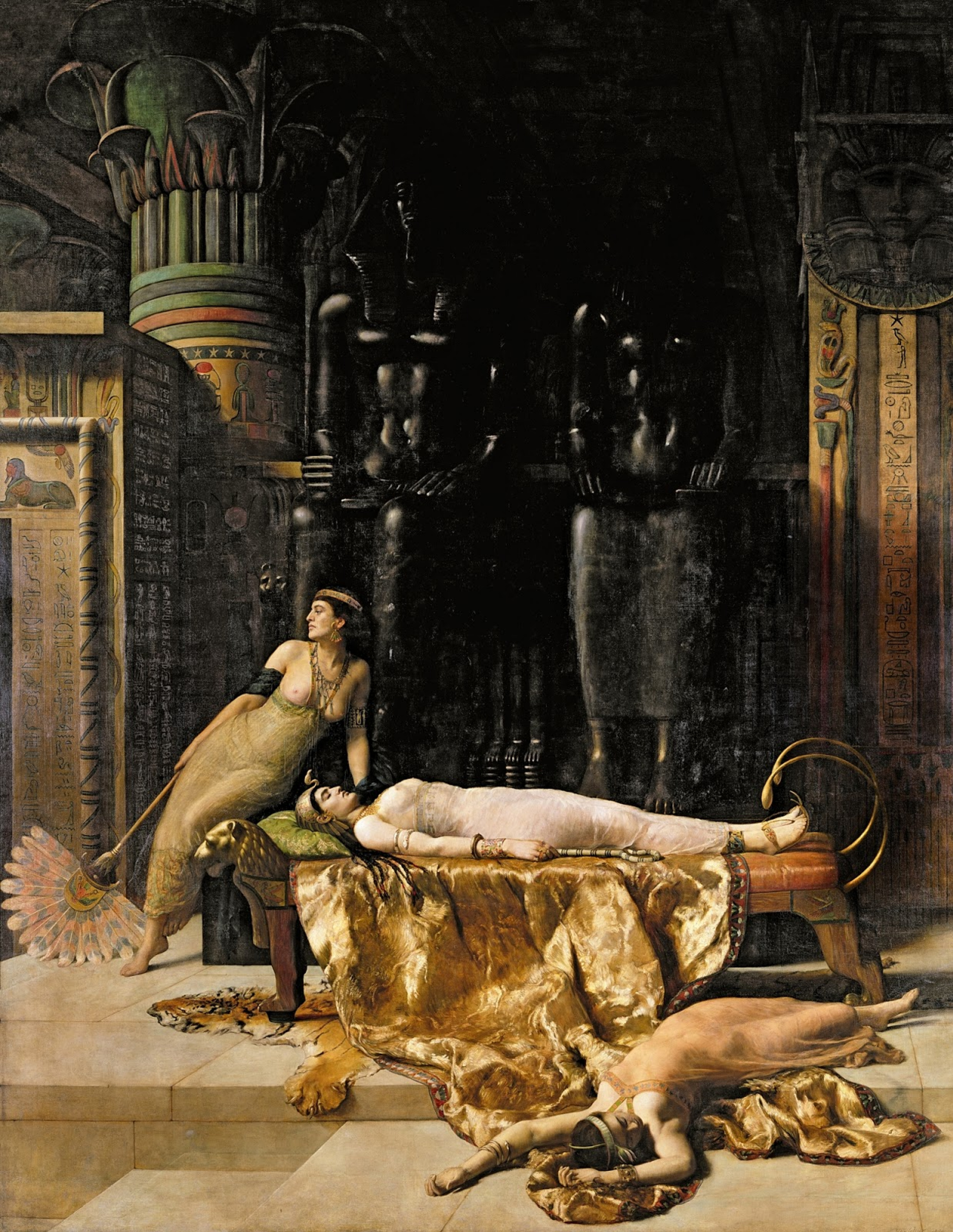
《클레오파트라의 죽음》, 1890년, 올덤 갤러리
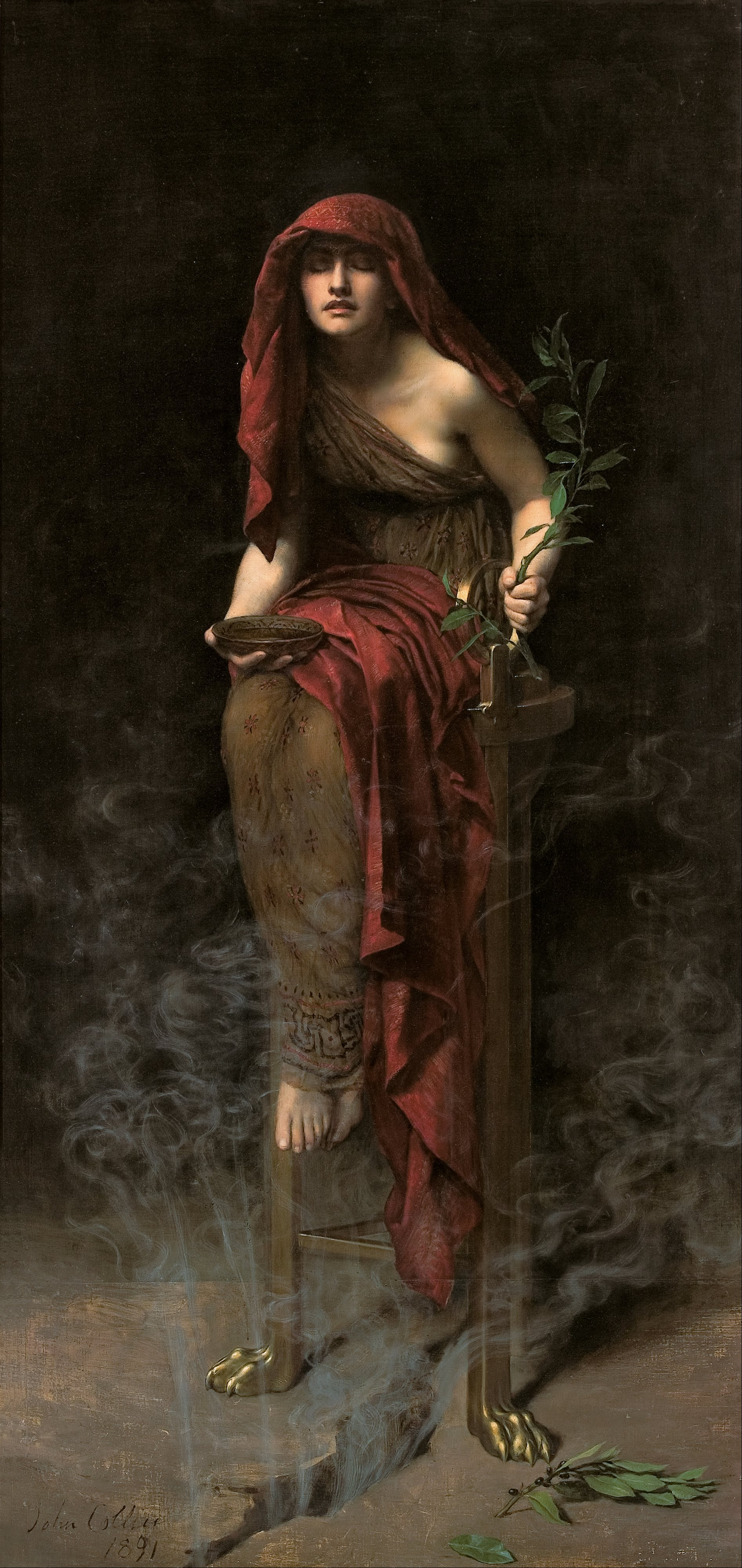
《델포이의 여사제》, 1891년, 사우스오스트레일리아 주립 미술관
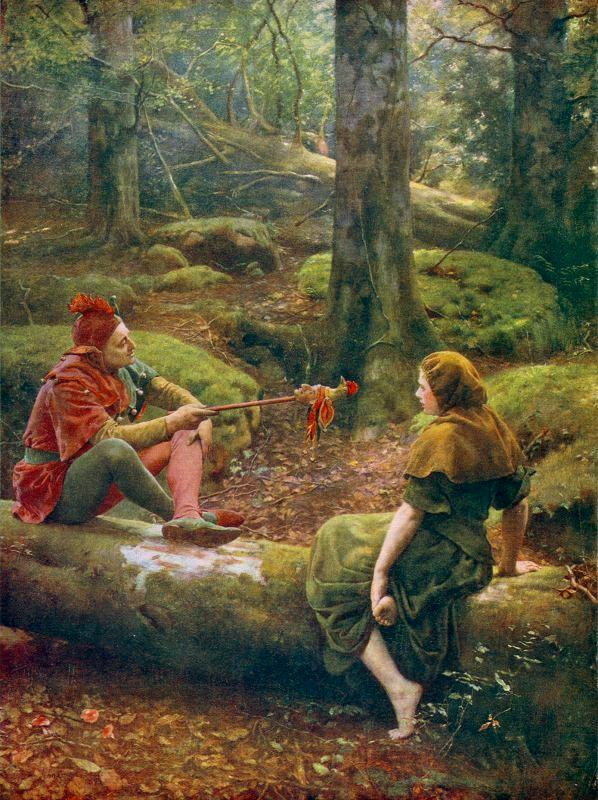
《아덴의 숲에서》, 1892년, 윌리엄 셰익스피어의 《당신 뜻대로》에 등장하는 광대 터치스톤과 오드리를 묘사한 그림
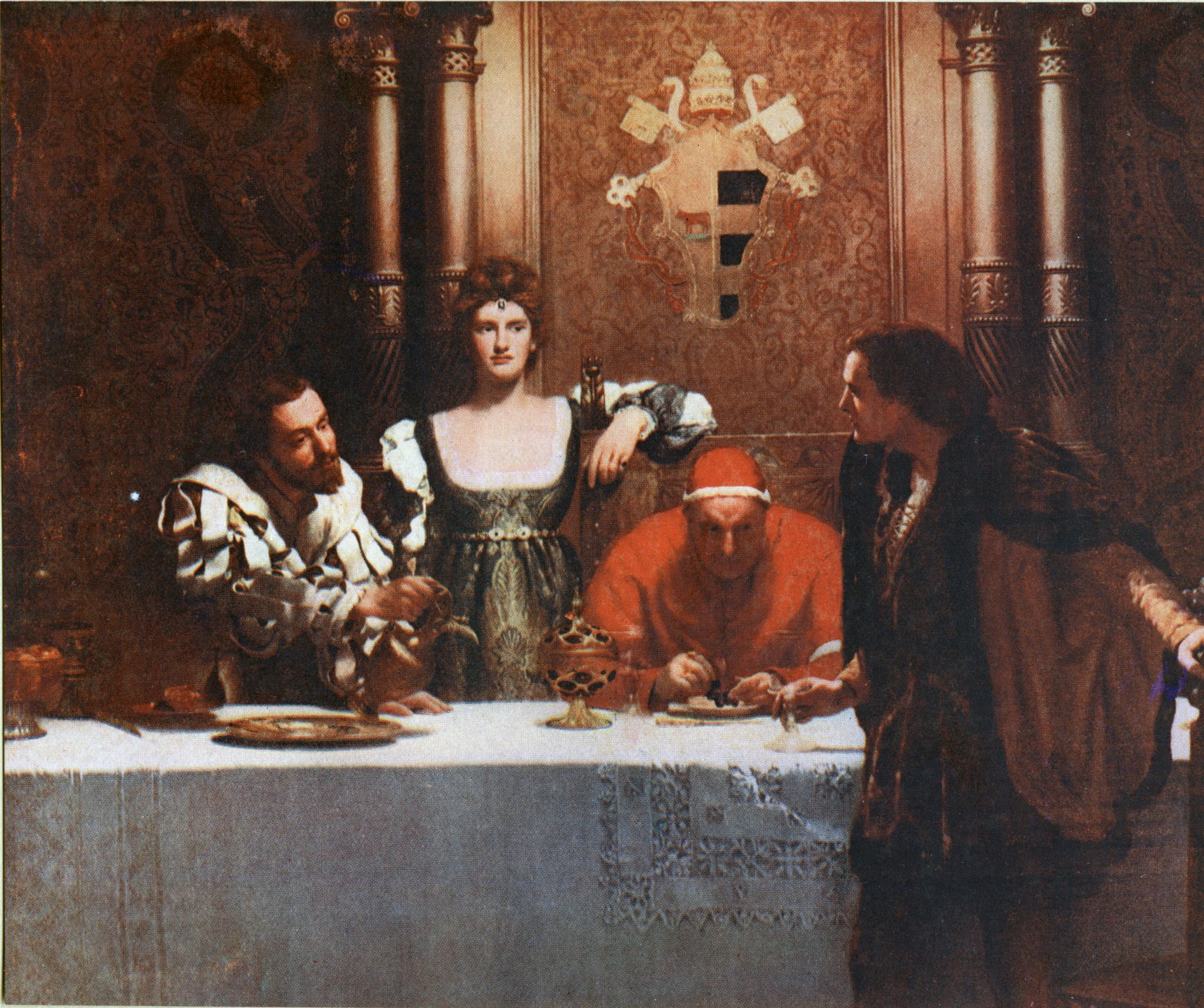
《체자레 보르자와 함께 한 와인 한 잔》, 1893년
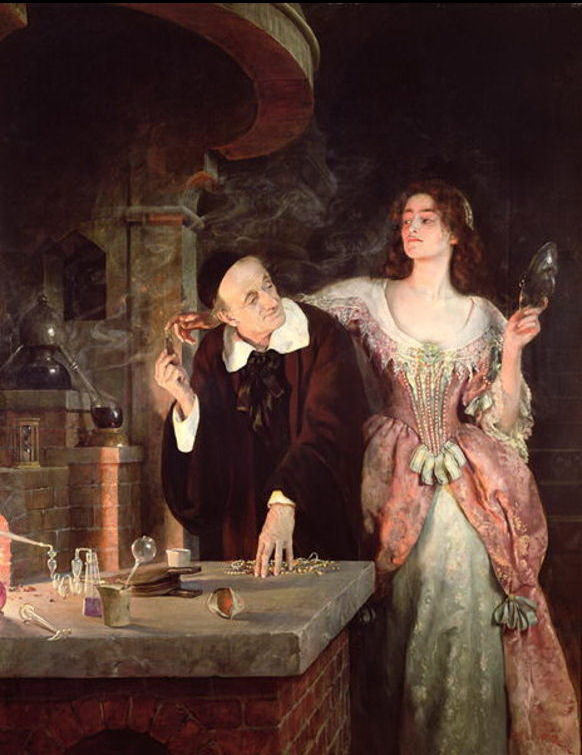
로버트 브라우닝의 시 《실험실》에서 영감을 받아 그린 《실험실》, 1895년
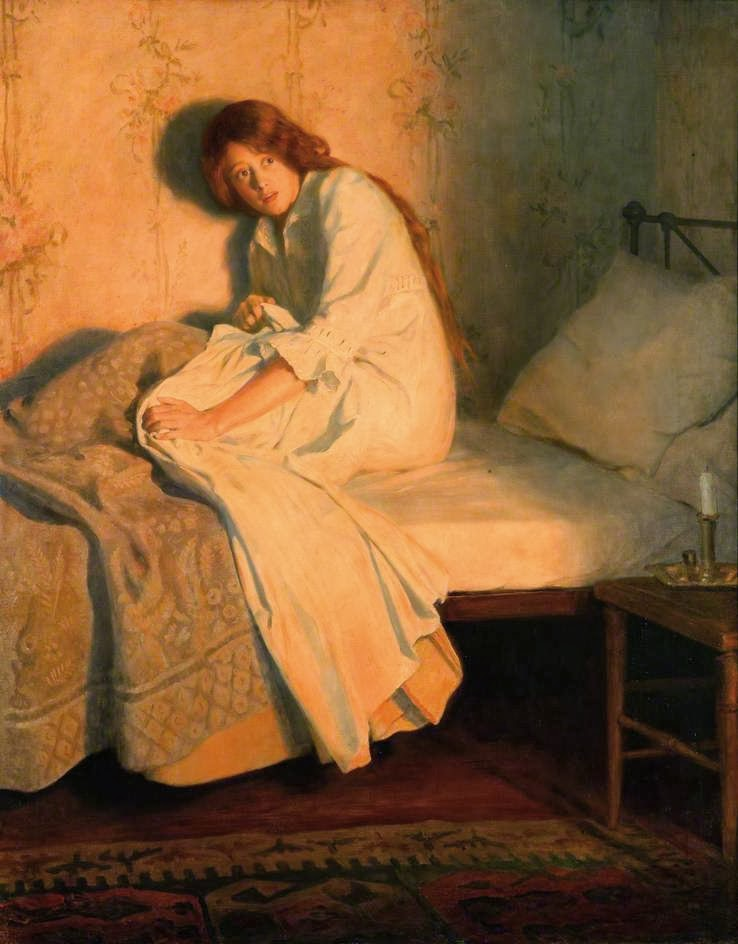
《불》, 1900년경
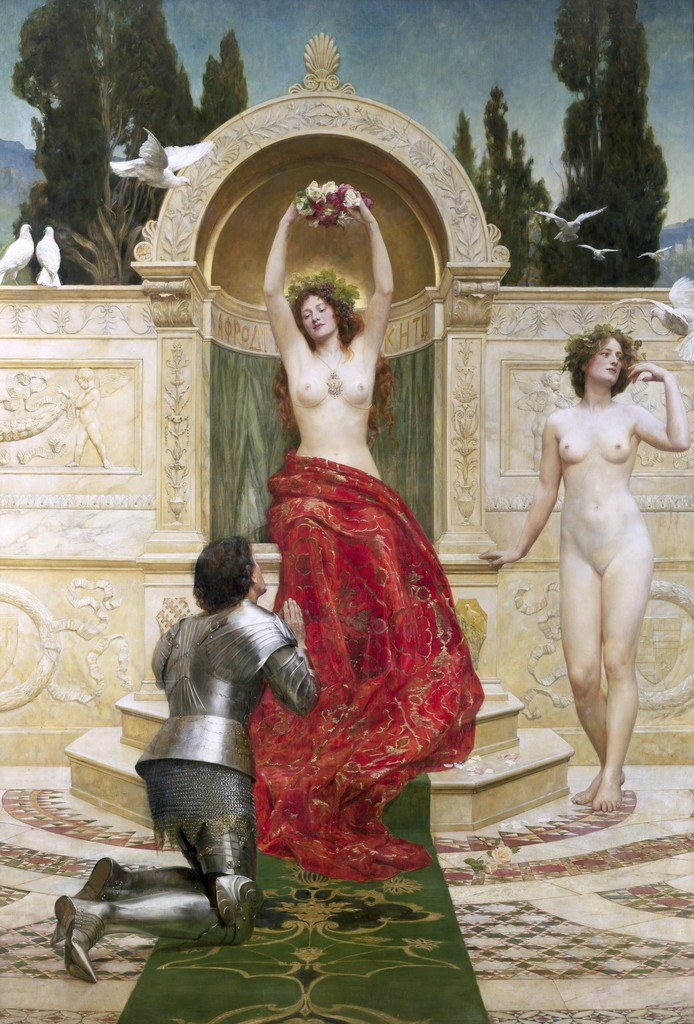
《베누스베르크의 탄호이저》, 1901년, 앳킨슨 미술관
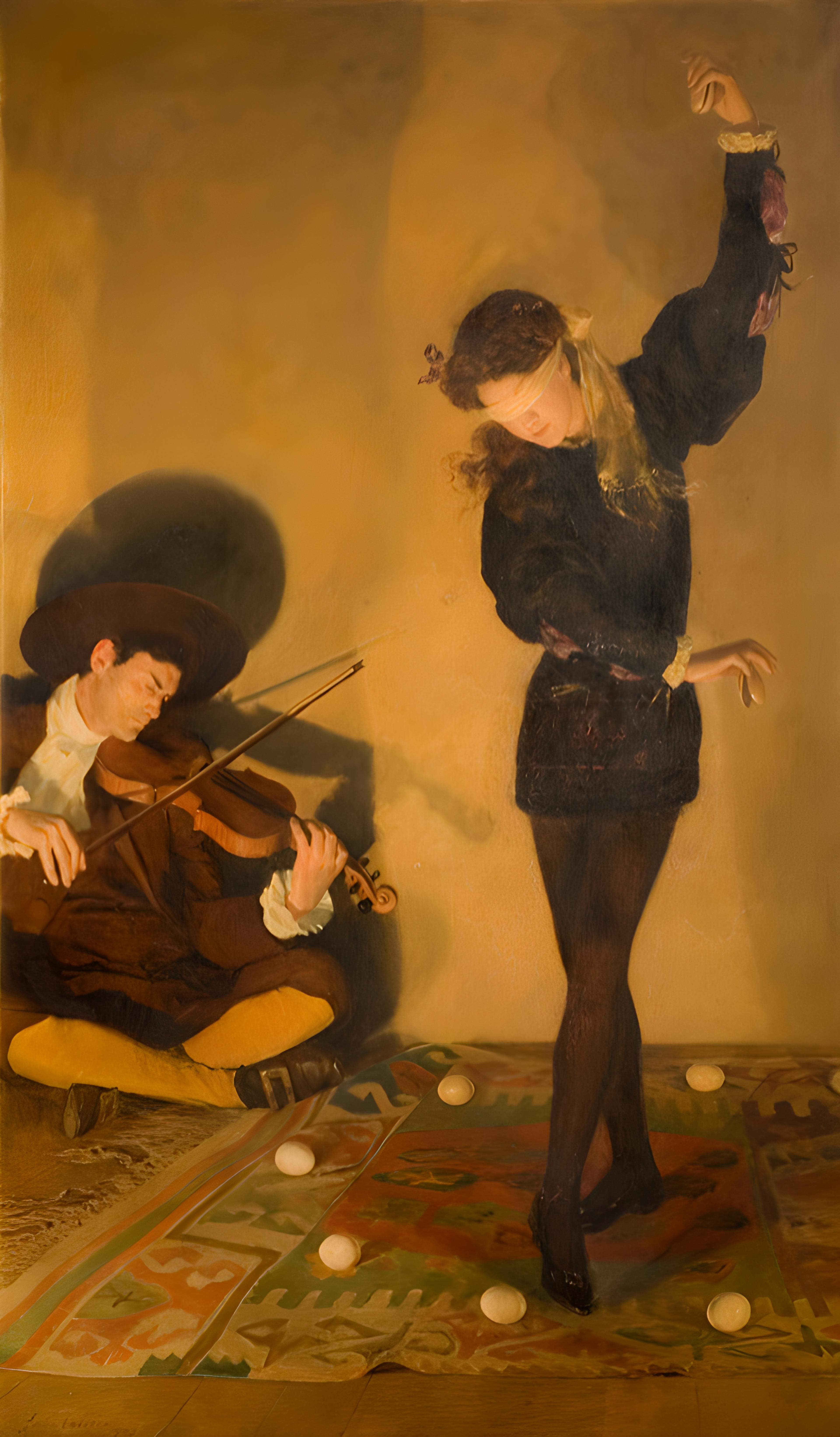
《달걀춤》, 1903년
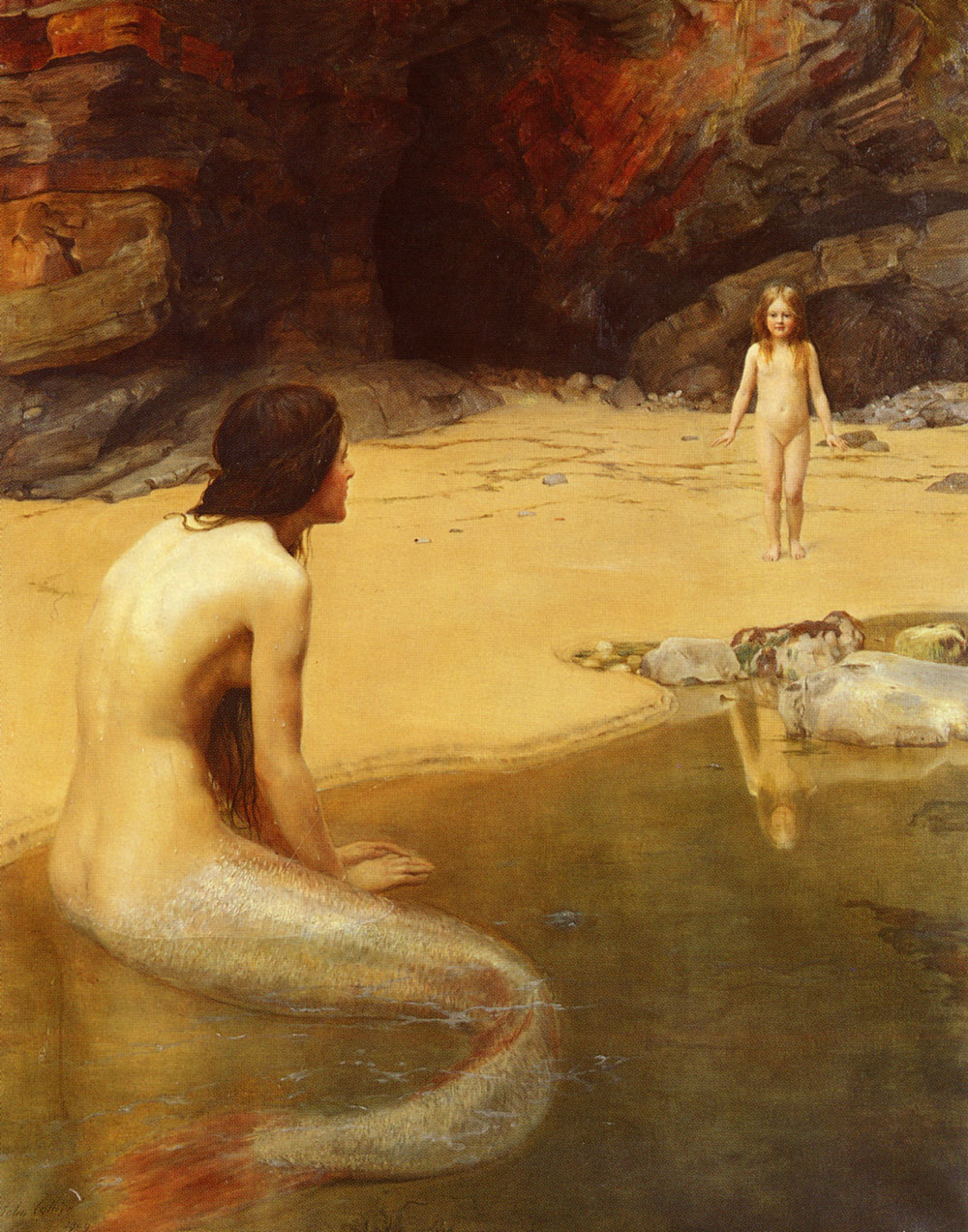
《랜드 베이비》, 1909년
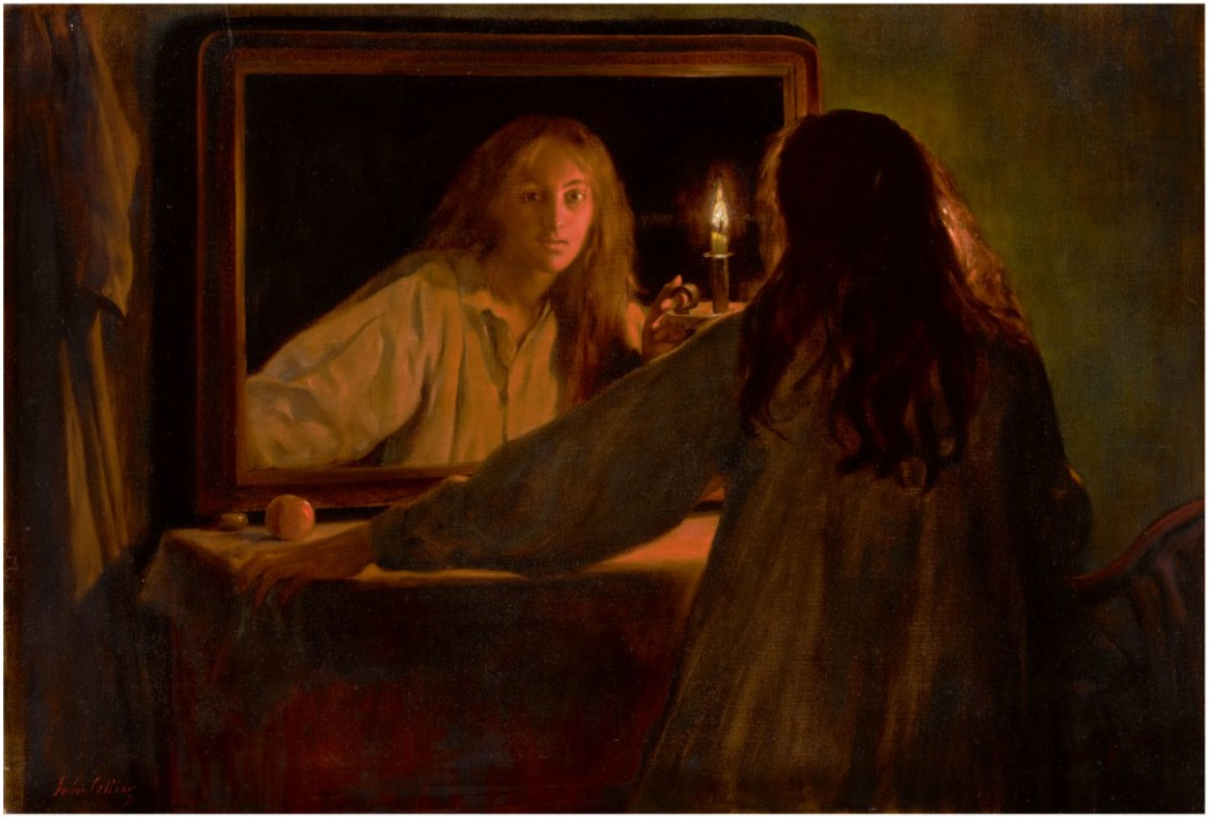
《올 할로윈》(All Hallowe'en)
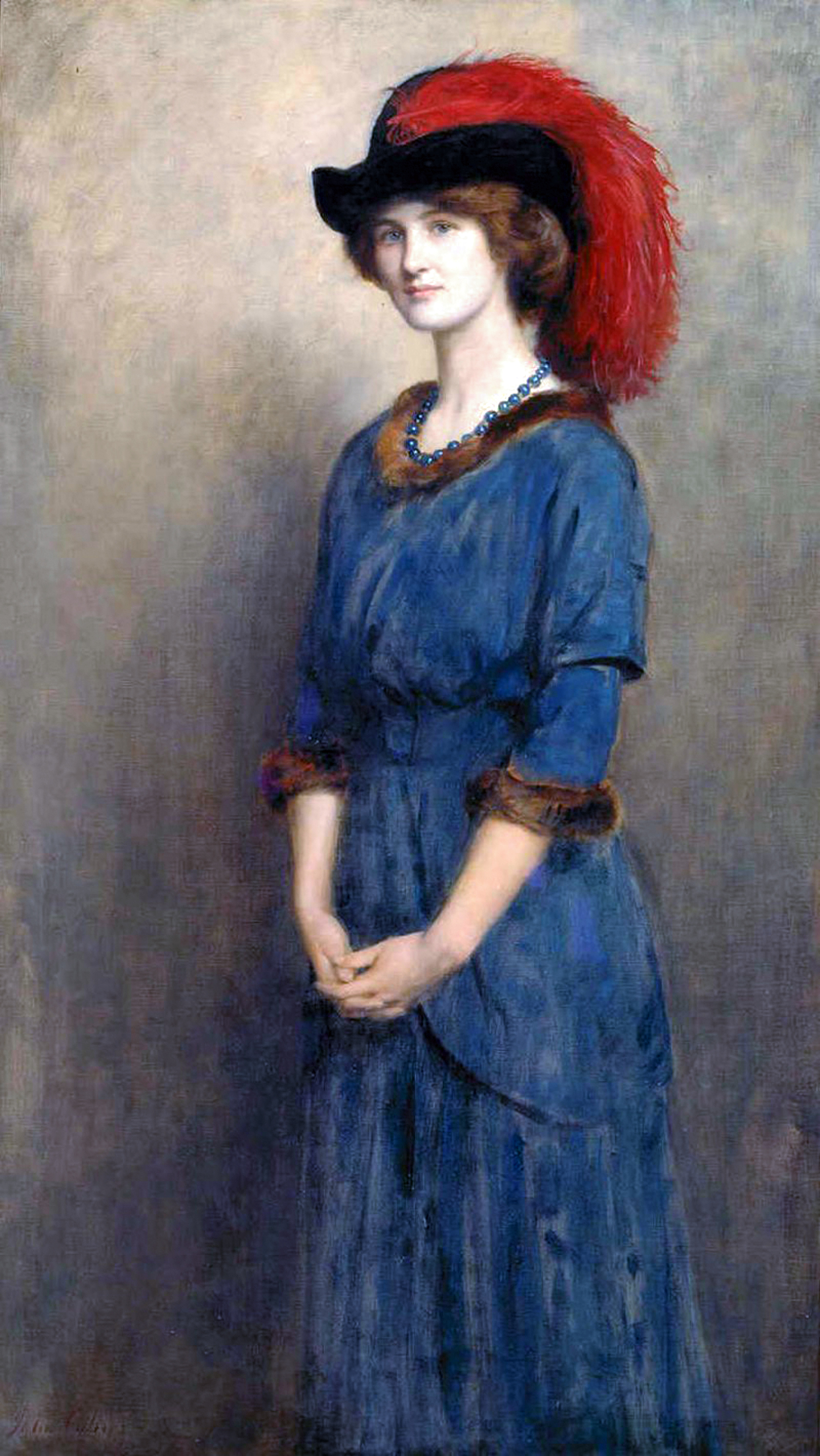
소설가 안젤라 서스켈의 초상화, 1914년, 빅토리아 국립미술관

## 참조 문서
- A primer of art
- A Manual of Oil Painting, 1886
- The Art of Portrait Painting, 1905
- The religion of an artist, 1926